# سیل بیچ

سیل بیچ بر روی نقشه اورنج کانتی، کالیفرنیا

سیل بیچ (به انگلیسی: Seal Beach) یکی از شهرهای شهرستان اورنج در ایالت کالیفرنیا آمریکا است. جمعیت این شهر پر پایه آمار سال ۲۰۰۰ برابر با ۲۴٬۱۵۷ نفر بوده‌است. این شهر در ۲۵ اکتبر ۱۹۱۵ در ایالت پذیرفته شد.
سیل بیچ در غربی‌ترین گوشه شهرستان اورنج قرار دارد. از سوی شمال غربی هم‌مرز با شهرستان لس‌آنجلس و در کنار شهر لانگ بیچ همجوار با خلیج سن پدرو است. از سوی جنوب شرقی نیز با شهر هانتینگتون بیچ همسایه است.